# Drepanodes
Drepanodes là một chi bướm đêm thuộc họ Geometridae.